# FIFA Manager 11
FIFA Manager 11 je EA Sportsova Manager nogometna videoigra, šesta u serijalu. Nasljednica je igre FIFA Manager 10, a 14. je ukupno od svih EA videoigara posvećenim nogometnom menadžmentu. FIFA Manager 11 je proizveo Bright Future, izdao EA Sports, i to 28. listopada 2010.
Igra sadrži širok niz novih mogućnosti. Proizvođači su napravili vrlo velik broj poboljšanja u samoj srži videoigre. Nakon uvođenja u prošlom izdanju, i ovog je puta dodano online izdanje gdje igrači, njih osam najviše, igrati jedni protiv drugih.
Glavne mogućnosti su ostale jednake, igrač i dalje ima punu kontrolu nad klubom, određuje postavu i formaciju momčadi, taktiku i trening, kao i dovođenje nogometaša, poboljšavanje klupskih objekata i stadiona. Tu su i posebni sažeci utakmica s FIFA 3D engineom, više od 13 000 originalnih slika nogometaša, opcija "igrač-trener", vođenje reprezentacija, kreiranje osobnih klubova i mogućnost prognoziranja utakmica.

## Licencirane lige
UEFA
- T-Mobile Bundesliga i ADEG Erste League
- Belgijska Jupiler liga i EXQI Liga
- A PFG
- Marfin Laiki League
- Gambrinus Liga
- SAS Ligaen i Viasat Divisionen
- 1. Bundesliga, 2. Bundesliga, 3. Liga, Regionalliga Nord, Regionalliga West i Regionalliga Süd
- Barclays Premier League, Football League Championship, League One, League Two, Conference National, Conference North i Conference South
- Meistriliiga
- Veikkausliiga
- Ligue 1, Ligue 2 i Championnat National
- Grčka Super liga
- Soproni Liga
- FAI Premier divizija i FAI Prva divizija
- Ligat Toto i Liga Leumit
- Serie A, Serie B, Serie C1 i Serie C2
- Eredivisie i Eerste Divisie
- Tippeligaen
- IFA Premiership
- Ekstraklasa i Orange Liga
- Liga Sagres i Liga Vitalis
- Liga I
- Ruska Premijer liga, Ruska Prva divizija i Ruska Druga divizija
- Škotska Premier liga, Škotska Prva divizija, Škotska Druga divizija i Škotska Treća divizija
- Allsvenskan
- Švicarska Super Liga i Challenge League
- Slovenska PrvaLiga
- Liga BBVA, Liga Adelante i Segunda Division B
- Süper Lig
- Vyšča Liha
- Velška Premier liga

AFC
- A-League
- K-League

OFC
- ASB Premiership

CONCACAF
- Major League Soccer
- Primera Division de Mexico

CONMEBOL
- Primera Division de Argentina
- Campeonato Brasileiro Série A, Campeonato Brasileiro Série B i Campeonato Brasileiro Série C
- Liga de Fútbol Profesional Boliviano
- Primera División de Chile i Primera B de Chile
- Copa Mustang
- Serie A de Ecuador i Serie B de Ecuador
- Copa TIGO
- Copa Cable Mágico
- Primera División Uruguaya

CAF
- Egipatska Premier liga

## Vanjske poveznice
- Službena EA Sports stranica
- Službeni EA Sports forum